# Shiu Ying Hu
 Shiu Ying Hu (* 22. Februar 1910 in Xuzhou, China; † 22. Mai 2012 in Sha Tin, Hongkong, China) war eine chinesische Botanikerin und Hochschullehrerin. Sie wurde 1999 zur Honorarprofessorin für Chinesische Medizin an der Chinesischen Universität Hongkong ernannt. Sie war Expertin für die Pflanzengattungen Ilex (Aquifoliaceae), Taglilien (Amaryllidaceae) und Panax (Araliaceae), für die chinesischen Familien der Orchideen (Orchidaceae), Korbblütler (Compositae) und Malvengewächse (Malvaceae) sowie für chinesische Heilkräuter und Nahrungspflanzen. Sie erhielt von ihren Kollegen für ihre umfangreiche Arbeit mit Stechpalmenpflanzen den Spitznamen Holly Hu.

## Leben und Werk
Hu wurde 1910 als Tochter einer Bauernfamilie in einem chinesischen Dorf in der Nähe der Stadt Xuzhou in der Provinz Jiangsu geboren. Sie studierte Biologie am Ginling College (jetzt Pädagogische Universität Nanjing), wo sie 1933 ihren Bachelor of Science erhielt. 1937 erwarb sie den Master of Science in Biologie an der Lingnan University, die jetzt Teil der Sun-Yat-sen-Universität (Guangdong) ist. Von 1938 bis 1946 lehrte sie acht Jahre lang Botanik am Department of Biology der West China Union University in Chengdu, Sichuan. 1946 reiste sie in die Vereinigten Staaten und 1949 promovierte sie nach Luetta Hsiu-Ying Chen (陈秀英, 1910–1949) als zweite chinesische Frau in Botanik bei dem Botaniker Elmer Drew Merrill an der Harvard University mit der Dissertation The genus Ilex in China.
Nach ihrer Promotion arbeitete Hu als Forschungsbotanikerin im Arnold-Arboretum der Harvard University in Boston. Sie arbeitete etwa ein halbes Jahrhundert mit intensiver Forschung am Arnold-Arboretum, einer der drei größten Einrichtungen dieser Art weltweit. Das Arboretum beherbergt über 1 Million Exemplare chinesischer Pflanzen.
1968 übernahm sie die Stelle eines Senior Lecturer am Department of Biology der Chinese University of Hong Kong (CUHK), wo sie bis zu ihrer Emeritierung 1975 forschte. Sie richtete dort das erste Herbarium der Universität für Lehre und Forschung ein und setzte ihre Forschungsarbeit zur Vielfalt der Vegetation Hongkongs fort. Im Laufe der Jahre hat sie über 30.000 Exemplare von Pflanzen aus Hongkong gesammelt und die Exemplare wurden im Arnold-Arboretum der Harvard University verifiziert. Sie wurde Honorary Senior Research Fellow des Department of Biology und Senior College Tutor des Chung Chi College. Bei ihrer Pensionierung forschte sie sowohl am CUHK Herbarium als auch an dem Harvard University Herbarium. 1999 wurde sie Beraterin des Sunyatsen Botanical Garden in Nanjing, Honorarprofessorin der South China Agriculture University in Guangzhou, Beraterin des Fairy Lake Botanical Garden in Shenzhen und Honorarprofessorin für Chinesische Medizin an der Chinese University of Hong Kong.
1948 schickte sie die Samen der Metasequoia in über 200 botanische Gärten in der ganzen Welt. Die Metasequoia hat den Komponisten John Williams zu seinem Tree Song inspiriert, einem Lobgesang auf die Wiederauferstehung eines paläobotanischen Wunders aus China und gleichzeitig eine Hommage an eine Gelehrte.
Sie verfasste über 160 akademische Abhandlungen, sammelte über 185.000 Pflanzenexemplare und veröffentlichte die 800-seitige Enzyklopädie Food Plants of China.
Am 22. Mai 2012 starb Hu im Alter von 102 Jahren an einem durch eine Lungenentzündung verursachten Nierenversagen im Prince of Wales Hospital in Sha Tin, Hongkong.
Die Standard-Autorenabkürzung S.Y.Hu wird verwendet, um diese Person als Autor anzugeben, wenn ein botanischer Name zitiert wird.

## Ehrungen und Auszeichnungen (Auswahl)
- 1961: Eine Guangxi-Pflanze aus der Familie der Cyperaceae erhielt den Namen Scirpus huae T. Koyama, in Anerkennung ihres Beitrages zur Erforschung chinesischer Pflanzen.[6]
- 1992: Der Shiu-Ying-Hu-Award wurde 1992 ins Leben gerufen, um Hu von der Harvard University für ihre lebenslange Studie der Taxonomie der Gattung Ilex und ihre Position als amerikanische Autorin und Autorität für die Stechpalmen Chinas und des Fernen Ostens zu ehren. Hu war die erste Preisträgerin.[7]
- 2001: Bronze Bauhinia Star
- 2002: Ehrenstipendium der Chinesischen Universität Hongkong
- 2003: „Outstanding Chinese“ in Success Stories, produziert von dem öffentlich-rechtlichen Rundfunk in Hongkong RTHK
- 2008: Lifetime Achievement Award, American Herbal Council
- 2010: Von dem Fernsehsender in Hongkong ATV Home wurde sie zu einem der Loving Hearts of Hong Kong ernannt.
- Ihr zu Ehren wurde der Shiu-Ying Hu Student/Postdoctoral Exchange Award zur Unterstützung des amerikanisch-chinesischen Austausches eingerichtet.[8]

## Veröffentlichungen (Auswahl)
- Food Plants of China. The Chinese University of Hong Kong Press, 2006, ISBN 978-962-996-229-6.
- The Genus Barclaya (nymphaeaceae).
- An enumeration of Chinese materia medica. Chinese University Press, 1980, ISBN 978-962-201-189-2.